# Leonis Martínez
Leonis Martínez Ramírez (Santiago de Cuba, 3 febbraio 1989) è un calciatore cubano, difensore del Santiago de Cuba e della Nazionale cubana.

## Caratteristiche tecniche
È un terzino destro.

## Carriera

### Club
Dal 2008 gioca al Santiago de Cuba.

### Nazionale
Ha debuttato in Nazionale il 22 marzo 2018, nell'amichevole Nicaragua-Cuba (3-1). Ha partecipato, con la Nazionale, alla CONCACAF Gold Cup 2019.

## Palmarès

### Club

#### Competizioni nazionali
- Campeonato Nacional de Fútbol de Cuba: 3

Santiago de Cuba: 2017, 2018, 2019